# Herbert Kaufmann (Politiker)
Herbert Kaufmann (* 27. Oktober 1949 in Mödling) ist ein ehemaliger österreichischer Politiker (SPÖ) und Vorstand der Flughafen Wien AG. Kaufmann war von 1994 bis 1999 Abgeordneter zum Nationalrat.

## Ausbildung und Beruf
Kaufmann wechselte nach dem Besuch der Volksschule in Brunn am Gebirge von 1960 bis 1964 an das Bundesrealgymnasium Mödling. Danach absolvierte er zwischen 1964 und 1969 die Höhere technische Lehranstalt Mödling in der Fachrichtung Maschinenbau und studierte nach der Matura 1969 ab 1970 und 1974 Volkswirtschaftslehre an der Universität Wien. Kaufmann schloss sein Studium 1974 mit dem akademischen Grad Mag. rer. soc. oec. ab. 
Nach der Matura übernahm Kaufmann von 1969 bis 1975 diverse Tätigkeiten als Konstrukteur im Bereich Maschinenbau und stieg 1975 bei der Kammer für Arbeiter und Angestellte für Niederösterreich ein. Er stieg in der Folge 1977 zum Abteilungsleiter der wirtschaftlichen Abteilung auf und übernahm 1985 das Amt des Direktors der Kammer für Arbeiter und Angestellte Niederösterreich, das er bis 1999 innehatte. Nach dem Ende seiner politischen Karriere wurde Kaufmann vom Aufsichtsrat der Flughafen Wien AG 1999 zum Vorstandssprecher berufen. 2008 wurde er zudem in den Vorstand von ACI Europe, die Vereinigung europäischer Flughafenbetreiber, gewählt. Ende 2010 schied Herbert Kaufmann nach dem Skylinkdebakel aus dem Vorstand der Flughafen-AG aus, bekam jedoch danach noch einen zweijährigen Konsulentenvertrag.

## Politik
Kaufmann gehörte zwischen 1979 und 1992 dem Gemeinderat von Brunn am Gebirge an und vertrat die SPÖ zwischen 1988 und 1994 im Niederösterreichischen Landtag. 1993 wurde er zum Bezirksparteivorsitzenden der SPÖ Mödling gewählt und vertrat in der Folge die SPÖ zwischen dem 7. November 1994 und dem 31. August 1999 im Nationalrat.